# Digital Art Museum: DAM
El Digital Art Museum, o DAM, és un museu virtual d'art digital amb el suport d'una àmplia gamma d'informació de fons que inclou biografies, articles, bibliografia i entrevistes. Va ser fundat per Lieser Wolf el 1998 i es va desenvolupar en col·laboració amb la Metropolitan University de Londres entre el 2000 i el 2002.
En aquell moment galerista a Wiesbaden i Londres, Wolf Lieser, juntament amb el seu soci Keith Watson, va establir una col·laboració amb el doctor Mike King i la Guildhall University. King va aconseguir el finançament inicial a través de l'AHRB (Arts and Humanities Research Board) que va permetre iniciar la primera versió del lloc web del museu en línia. Després del 2003, quan Lieser es va traslladar a Berlín i va ser l'únic responsable del desenvolupament posterior de DAM.
DAM informa sobre posicions històriques i contemporànies escollides per un panell assessor. Mostra els treballs d’artistes líders en aquest camp des de 1956. DAM és un museu en línia amb una presentació completa d’art digital recolzada en una àmplia gamma d’informació de fons que inclou biografies, articles, bibliografia i entrevistes.
DAM també inclou una secció d’assaigs amb articles d’artistes i teòrics especialment seleccionats per situar les obres en context. Una secció d’història llista els esdeveniments i les tecnologies clau per ordre de dates. DAM està pensat per al gaudi de tots els visitants, comissaris i col·leccionistes, estudiosos de l’art i per a una generació emergent d’artistes digitals que vulguin entendre un patrimoni de 50 anys d’innovació i experimentació.